# Вілл Самнер
Вілл Самнер (англ. Will Sumner, нар. 22 жовтня 2003) — американський легкоатлет, який спеціалізується у бігу на короткі дистанції.

## Спортивні досягнення
Дворазовий чемпіон світу серед юніорів (2022) у змішаному естафетному бігу 4×400 метрів, а також у чоловічій естафеті 4×400 метрів.